# Egzotyk
Egzotyk – fragment zwięzłej skały (otoczak, blok skalny i większe od bloków) nie związany genetycznie z osadem, w którym się zawiera i bardzo silnie się od niego różniący. Często też o nieznanym miejscu utworzenia. Przykładem egzotyków są bloki skalne spotykane we fliszu karpackim, pochodzące ze skał budujących wybrzeża mórz, w których odkładał się materiał, z którego z czasem wykształcił się flisz.